# ماتیاس استروهمایر
ماتیاس استروهمایر (انگلیسی: Matthias Strohmaier؛ زادهٔ ۱۱ مارس ۱۹۹۴) بازیکن فوتبال اهل آلمان است.
از باشگاه‌هایی که در آن بازی کرده‌است می‌توان به باشگاه فوتبال بایرن مونیخ اشاره کرد.